# 宮城第一信用金庫
宮城第一信用金庫（みやぎだいいちしんようきんこ、英語：Miyagi Daiichi Shinkin Bank）は、宮城県仙台市青葉区に本店を置く信用金庫である。通称は、『First Bank MIYASHIN（ファーストバンクみやしん）』としているが、顧客、職員、宮城県内間では「みやしん」も広く使われている。

## 概要
定款上の営業エリアは、仙台市、塩竈市、大崎市、名取市、多賀城市、岩沼市、栗原市、登米市（旧津山町域を除く）、角田市、亘理郡、宮城郡、黒川郡、加美郡、遠田郡、柴田郡の9市6郡となっており、このうち、角田市は、2012年7月25日付で追加されている。よって、定款上は、石巻・気仙沼周辺圏以外はほぼカバーされている形となっている。

## 沿革
- 1951年（昭和26年）3月 - 宮城第一信用組合として設立・営業開始。
- 1953年（昭和28年）6月 - 宮城第一信用金庫に改組。
- 1998年（平成10年）11月 - 德陽シティ銀行古川駅前支店の事業を譲受し、同跡地に古川支店を移転。
- 2002年（平成14年）6月 - 宮城県中央信用組合の3店舗を譲り受ける。
- 2005年（平成17年）9月 - 木町支店・花京院支店が本店内に移転。木町支店旧所在地に木町支店木町出張所(店舗外ATM)を設置。
- 2007年（平成19年）10月 - 本店内にあった木町・花京院の2支店が本店に統合、木町出張所(店舗外ATM)の管理店を本店に移管。
- 2009年（平成21年）4月 - 当金庫を含む県内5信用金庫と七十七銀行・仙台銀行相互間によるATM出金手数料無料提携「みやぎネット」を開始。
- 2011年（平成23年）7月 - 創立60周年。
- 2014年（平成26年）12月 - 宇和島信用金庫と業務提携に関する覚書を締結。
- 2015年（平成27年）
  - 1月 - 商工組合中央金庫と業務連携・協力に関する覚書を締結。
  - 3月 - 日本政策金融公庫と業務連携・協力に関する覚書を締結。
- 2021年（令和3年）
  - 10月11日 - 本店ビルがあった場所に新築された「ミレーネT仙台ビル」に本店営業部を移転。本部は若林区清水小路の東日本不動産仙台ファーストビルに残存[1]。

## totoの払い戻し店
スポーツ振興くじ（toto）の払い戻し店は以下の店舗で行う。
- 本店
- 宮城野支店
- 高砂支店
- 保春院前支店
- 八乙女支店
- 古川支店
- 亘理支店

## その他
近年多発している振り込め詐欺に対する対策として、当金庫では公共料金の引き落としや年金振り込みなどの取引実績及び渉外扱いとなる場合を除き、窓口でのキャッシュカードの新規発行を当分の間制限している。